# Spodnja Ložnica
Spodnja Ložnica je naselje v Občini Slovenska Bistrica.